# August Wilhelm Grube (Schriftsteller)

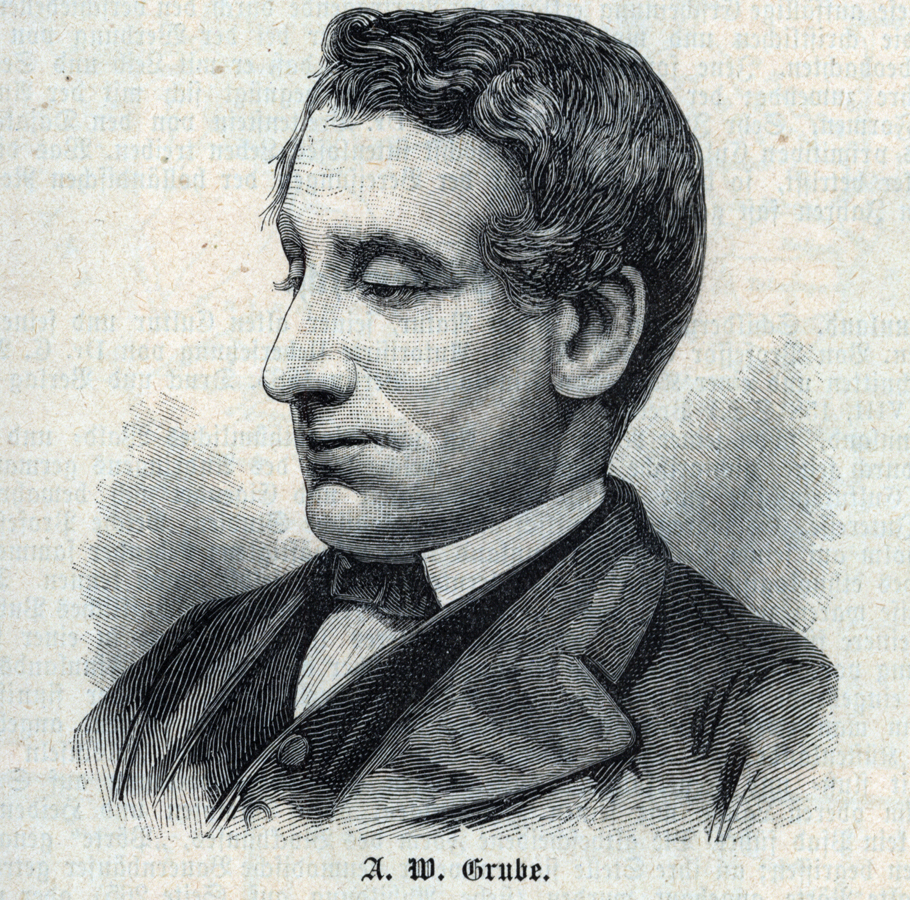
August Wilhelm Grube

August Wilhelm Grube (* 16. oder 17. Dezember 1816 in Wernigerode; † 28. Januar 1884 in Bregenz) war ein deutscher Pädagoge und Schriftsteller, der vor allem durch seine Veröffentlichungen zur Rechenmethodik und volkstümliche Werke Bekanntheit erlangte.

## Leben

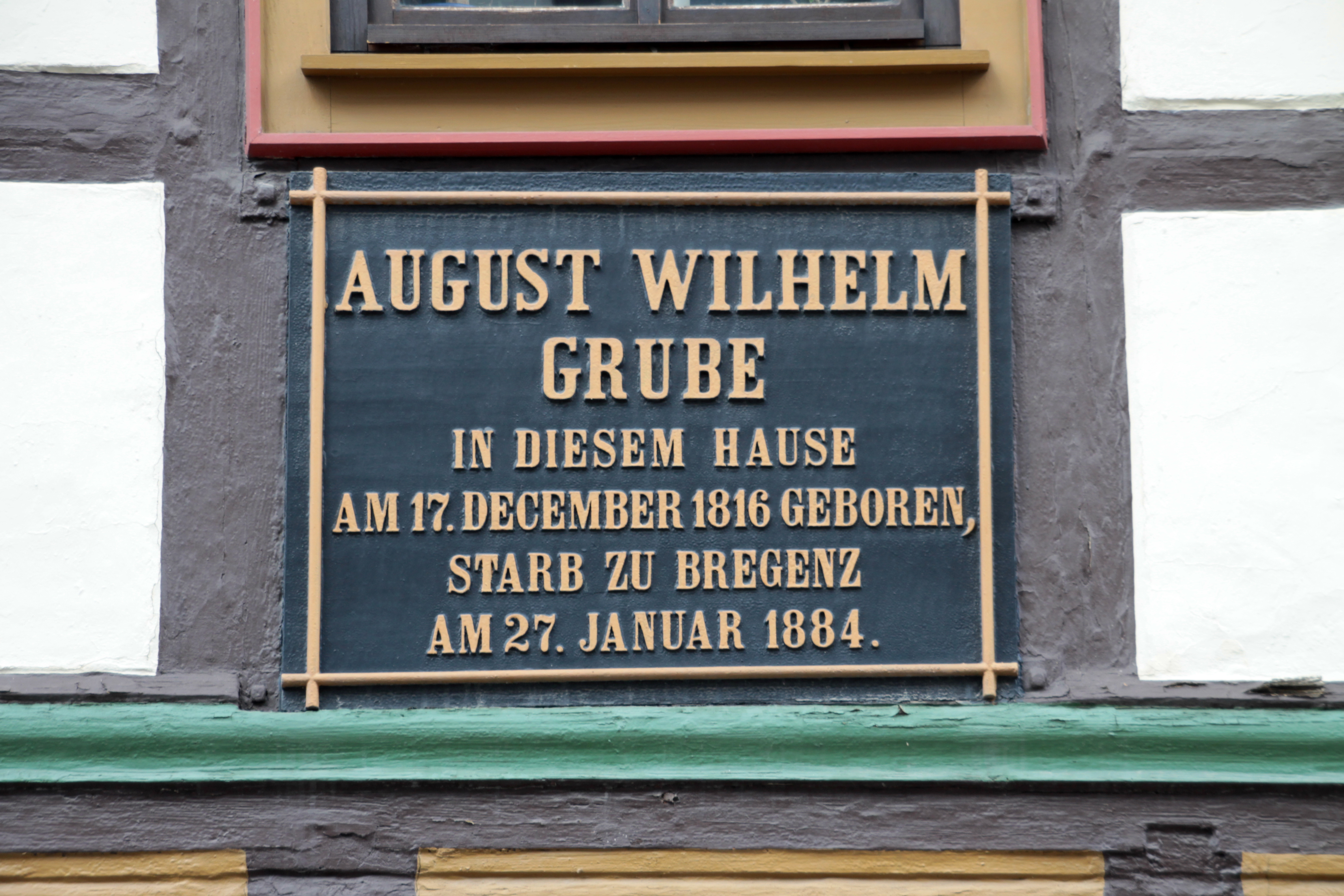
Tafel am Geburtshaus Grubes in Wernigerode

August Wilhelm Grube wurde als Sohn eines Schneidermeisters in Wernigerode geboren. Nach dem Besuch des Lyzeums in seiner Heimatstadt ging er an das Lehrerseminar nach Weißenfels. Nach dem Abschluss trat er 1836 zunächst als Hilfslehrer seinen Dienst an der Bürgerschule in Merseburg an, gab diese Stelle jedoch wegen Kränklichkeit auf.
Von 1840 bis 1843 war er als Hauslehrer beim Regierungspräsidenten und späteren preußischen Innenminister Adolf Heinrich Graf von Arnim-Boitzenburg tätig. Danach wirkte er als Privatlehrer bei Baron von Kleist in Böhmen, ab 1848 dauerhaft bei einem Fabrikbesitzer in Hard (Vorarlberg). In der benachbarten Stadt Bregenz setzte er sich 1866 zur Ruhe, um als freier Schriftsteller zu arbeiten. 1868 gehörte er zu den Gründungsmitgliedern des Vereins für Geschichte des Bodensees und seiner Umgebung.

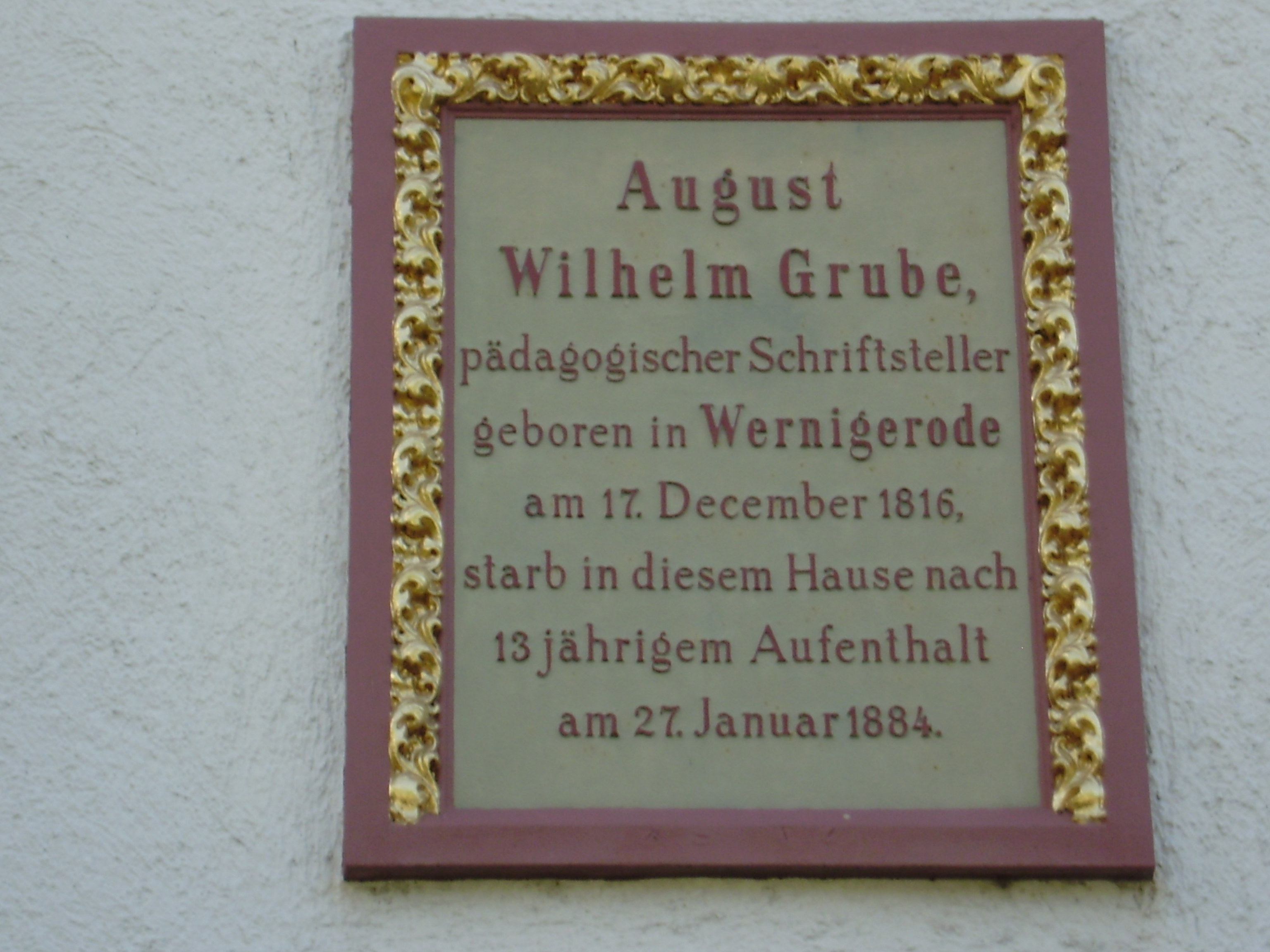
Tafel am Ansitz Schedler in Bregenz

Grube blieb unverheiratet und vermachte sein Vermögen seiner Geburtsstadt, die eine Straße nach ihm benannte. Ferner sind an seinem Geburtshaus in der Büchtingenstraße 27 und am Wohltäterbrunnen auf dem Marktplatz in Wernigerode sowie an seinem Ruhesitz in Bregenz (Vorarlberg) Gedenktafeln für ihn angebracht.

## Schriften
- Pädagogische Studien und Kritiken für Lehrer und Erzieher. Vermischte Aufsätze aus den Jahren 1845–60. 1860 (Digitalisat)
- Leitfaden für das Rechnen in der Elementarschule
- Charakterbilder aus der Geschichte und Sage (Teil 1–3) (Digitalisat der 20. Aufl. 1877)
- Biographien aus der Naturkunde
- Geographische Charakterbilder (Teil 1–3) (Digitalisat der Ausg. 1875)
- Biographische Miniaturbilder